# Torsten Bengtson
Torsten Bengtson (* 19. Oktober 1972) ist ein ehemaliger deutscher Boxer. 

## Werdegang
Torsten Bengtson begann seine Boxkarriere in der DDR. Mitte der 1980er Jahre wurde er an die KJS in Schwerin delegiert und trat dem Verein SC Traktor Schwerin bei. 1987 gewann Bengtson die Nachwuchs-Spartakiade. 1989 holte er beim Internationalen Schweriner Jugend-Turnier im Mittelgewicht die Goldmedaille. Daraufhin wurde er für die Juniorenweltmeisterschaft in Bayamon nominiert. Nach zwei gewonnenen Kämpfen verlor er im Halbfinale gegen den späteren Weltmeister von 1993 Ramon Garbey knapp (17:13). Sein letztes Nachwuchsjahr als Junior war 1990, dort boxte er im Halbschwergewicht. In diesem Jahr holte er sich zuerst die Silbermedaille beim Italia Junior Turnier. Bei der Junioren-Europameisterschaft verlor er mit 4:1 das Halbfinale und sicherte sich wieder die Bronzemedaille. In Lima holte er den Juniorenweltmeister-Titel. Auf dem Weg zum Titel besiegte er Anthony Todd, England (12:4), im Halbfinale Dishovany Vega, Kuba (14:6) und zum Schluss Julio Topizu, Bolivien (9:8).
Nach der Wende schloss Bengtson sich dem neugegründeten Club Schweriner SC an. 1992 und 1993 gewann er den Acropolic Cup in Athen. Nach nicht erfolgreichen Versuchen bei den Deutschen Meisterschaften beschloss er im Jahr 1995 ins Mittelgewicht bis 75 kg zu wechseln. In der Bundesliga konnte er den amtierenden Europameister Dirk Eigenbrodt knapp besiegen. Daraufhin wurde er beim großen Preis von Usti eingesetzt, dort verlor er gegen Thomasz Borowski im Viertelfinale. 1995 bei der Deutschen Meisterschaft in Duisburg erreichte er das Finale, dort schlug er überraschend den WM-Dritten Thomas Ulrich aus Berlin (13:9). Dazu besiegte Bengtson Ulrich noch zwei Mal in der Bundesliga. Doch beim Chemiepokal in Halle verlor er im Viertelfinale gegen Dirk Eigenbrodt, der daraufhin gegen Ulrich ausschied, und Ulrich qualifizierte sich für Olympia. Im Anschluss des Jahres holte er sich ein zweites Mal den Deutschen Meistertitel, mit einem Finalsieg über Dirk Eigenbrodt. 
Nachdem Eigenbrodt wieder ins Mittelgewicht wechselte und Ulrich Profi wurde, setzte sich Bengtson gegen seine Konkurrenz durch. Bei der Weltmeisterschaft 1997 in Budapest belegte er den 9. Platz und holte bei der Deutschen Meisterschaft in Schwerin seinen dritten Titel in Folge. Bei der Europameisterschaft 1998 in Minsk belegte er den 5. Platz, er verlor gegen den Russen Alexander Lebsjak (2:0), der sich den Titel und den Pokal für den Besten Boxer holte. Beim Chemiepokal 1999 verlor er gegen das Nachwuchstalent aus Halle Tino Groß. Bei der DM in Wolfenbüttel belegte er den 5. Platz. Nach diesen Erfolgen beendete Bengtson seine internationale Karriere, die 10 Jahre andauerte, und boxte eine letzte Saison in der Bundesliga für den Velberter BC 1922.